# Djan Madruga
Djan Garrido Madruga, (Río de Janeiro, 7 de diciembre de 1958) es un nadador brasileño ya retirado. Considerado uno de los mejores nadadores de Brasil de todos los tiempos, y el mejor nadador brasileño de la década de 1970. Medallista olímpico, primero récord olímpico de Brasil, y en un tiempo tuvieron el segundo mejor tiempo en la historia de 800 metros libre.

## Biografía

### Primeros años de vida
A los 6 años de edad, Djan Madruga juega generalmente en playa de Copacabana con un amigo. Como resultado de él a punto de ahogarse, su padre Dirceu Madruga lo inscribió en la escuela de natación de Universidad Federal de Río de Janeiro (UFRJ) en Urca. Quería que su hijo sea capaz de jugar en el agua con seguridad, pero pronto el instructor de Djan Madruga cuenta de que el chico tenía un don para la natación y lo recomendó para el equipo de Botafogo de Futebol e Regatas. En la categoría Petiz, mejoró su técnica en todos los estilos, sobre todo en el estilo espalda, donde ganó sus primeras medallas.
A 11 años de edad, Djan, había desanimarse ya que sus oponentes le habían superado, y al año siguiente fue frustrado cuando perdió una vacante para el Campeonato Sudamericano. Djan decidió cambiar de club, y se unió al Fluminense FC, donde comenzó a trabajar con un nuevo entrenador de natación. Bajo la dirección de Denir de Freitas, Djan ahora encantaba entrenar y un período de impresionantes avances comenzó, cuando se concentraron en pruebas de larga distancia.

### 1973-1975
En 1973, a la edad de 15 años se ganó un lugar en el equipo brasileño que compitió en los Campeonatos Sudamericanos, en Medellín, Colombia y al año siguiente compitió tanto en el campeonato de Canadá, como en USOPEN, en California. Los niveles de estructura, escala y técnicos fueron una sorpresa para Djan Madruga, y regresó a Brasil determinó que trabajar duro para volver y ganar.
En 1975, mientras competía en la III Copa Latina de Natación, en Las Palmas, España, que realizó un tiempo de 15m56s20, convirtiéndose en el primer hombre de América del Sur para nadar el 1500 m libre menos de 16 minutos. También se clasificó para la participación en los Juegos Olímpicos de Montreal 1976. El mismo año compitió en lo Campeonato Mundial de Natación de 1975 en Cali. En el 1500 m libre, lideró la carrera hasta 1000 metros, pero luego se cansó y perdió el poder, terminando 11º. Djan hizo un tiempo de 16m30s77, lejos de su récord sudamericano de 15m56s02. El jefe de la delegación brasileña, Rubens Dinard, dijo Djan había "demasiada responsabilidad para ser escrito en una sola prueba, y para el momento de la inscripción que tenía. Por otra parte, los brasileños tenían problemas con el entrenamiento realizado en invierno, donde la mayor parte enfriado, sin poder entrenar con normalidad ". Djan también compitió en los Juegos Panamericanos de 1975, en México, D. F., donde ganó la medalla de bronce en los 400 m libre, 1500 m libre y 4 × 200 m libre, y terminó cuarto en el 200 m libre.

### Juegos Olímpicos de 1976
En los Juegos Olímpicos de Montreal 1976, Djan Madruga compitió en dos finales, terminando en cuarto lugar en el 400 m libre con un tiempo de 3m57s18 y en el 1500 m libre, con un tiempo de 15m19s84. Durante la competición antes de la final, se convirtió en el primer brasileño que rompió un récord olímpico en la natación, y el primer hombre en el mundo a nadar el estilo libre de 400 metros en los Juegos Olímpicos, menos de 4 minutos, cuando nadó la clasificación con un tiempo de 3m59s62. Él rompió el récord sudamericano en el 400 m en dos ocasiones; en las eliminatorias y en la final, mientras que en el estilo libre de 1.500 metros, Djan Madruga mejoró su mejor tiempo por 36 segundos.
Como resultado de sus éxitos en los Juegos Olímpicos, Djan recibió varias ofertas de becas a las universidades en el Estados Unidos. Djan eligió la Indiana University, donde estudiaba Educación Física, y entrenar con Doc Counsilman, el mismo técnico Mark Spitz.

### 1977-1980
Djan Madruga fue a Mission Viejo en 1977, para entrenar con el renombrado entrenador de natación norteamericano, Marcos Schubert, donde compartió la piscina con el campeón olímpico, y el poseedor del récord mundial, Brian Goodell.
Madruga fue a la Campeonato Mundial de Natación de 1978 en Berlín Occidental, donde terminó sexto lugar en su clasificación de los 1500 metros libre, pero no pudo terminar la final, y también no logró clasificarse para la final del 400 metros libre. Estos malos resultados, se debieron a Djan contraer Faringitis de Burdeos, Francia, justo antes de lo Campeonato Mundial. En su camino hacia Berlín, el equipo de natación brasileña hizo esta parada para entrenar con la selección francesa, y para adaptarse a la nueva zona horaria.
Compitió con éxito en el Juegos Panamericanos de 1979, en San Juan, donde ganó tres medallas de plata; en los 400 metros, el 1.500 metros y los 4 x 200 metros libre. También ganó tres medallas de bronce; en el 200 metros libre, 200 metros espalda y los 4 x 100 metros libre. Fue golpeado en los 400 metros y 1500 metros libre, por el titular del récord mundial Brian Goodell. Sin embargo, tanto en el 200 metros libre y en los relevos, que rompió los récords sudamericanos.
También compitió en el Universiadas de 1979 de Ciudad de México, donde ganó la medalla de oro en los 400 metros combinado, y la medalla de plata en los 200 metros espalda.
En lo U.S.Open en abril de 1980 en Austin, Texas, Djan Madruga ganó los 800 metros estilo libre y los 400 metros combinado, en el proceso de consecución de la meta que se había propuesto en Montreal en 1976, al derrotar al campeón olímpico Brian Goodell. Djan rompió el récord sudamericano en el 400 metros libre (3m53s91) en el 800 metros libre (7m59s85 la segunda mejor marca de todos los tiempos), y en los 400 metros combinados (4m25s30) . En reconocimiento a sus logros su foto apareció en Swimming World Magazine, la revista muy influyente.

### Juegos Olímpicos de 1980
Djan Madruga compitió en la Juegos Olímpicos de Moscú 1980, donde ganó la medalla de bronce en los 4 × 200 m libre, con Jorge Fernandes, Cyro Delgado y Marcus Mattioli en un tiempo de 7m29s30. Se clasificó para la final de 400 metros estilo libre, terminando cuarto (3m54s15), la final de los 400 metros combinado, terminando quinto (4m26s81), pero no pudo clasificarse para la final de los 1500 metros libre.
El vuelo 30 horas desde Los Ángeles a Moscú, dejó sólo cinco días para aclimatarse y adaptarse a la nueva zona horaria, antes de que comenzara la competencia de natación. Justo antes de su primera carrera del estilo libre de 1500 metros, Djan cortó accidentalmente el pie. Él no pudo clasificarse, nadando 34 segundos peor que su tiempo en los EE. UU. Fue un duro golpe y una sorpresa para sus fanes brasileños. El relevo 4x200 metros estilo libre fue el siguiente, pero los resultados de 200 metros del equipo no indicó mucha oportunidad de ganar una medalla. Pero Jorge Fernandes, Cyro Delgado y Marcus Mattioli todo nadó dos segundos más rápido que el que tenían en sus pruebas individuales, y Djan terminado como un campeón, manteniendo a los oponentes y llevando al equipo a podio olímpico, para ganar la medalla de bronce. Habían nadado 7m29s30, tres segundos más rápido que en la calificación, y nueve segundos más rápido que el récord sudamericano anterior, fijado en los Juegos Panamericanos de San Juan. Su récord de Moscú se mantuvo durante 12 años. Djan Madruga llegó a clasificarse para la final de 400 metros estilo libre con la tercera mejor marca, terminando la final, por poco, cuarto (3m54s15), a 20 centésimas de tercer clasificado. Nadar en la calle 1 en los 400 metros combinado; él fue el primero en el final de la espalda, perdió terreno en el pecho, y se aferró en el rastreo para terminar en quinto lugar (4m26s81).

### 1981-1983
En el Universiadas de 1981, celebrado en Bucarest, Djan Madruga ganó la medalla de plata en los 400 metros libre y en los 200 metros espalda. Ganó la medalla de bronce también en el 200 metros libre. Los tres relés Brasileños (4 × 100 metros libre, 4 × 200 metros libre, 4 x 100 metros estilos) ganó el bronce también; Djan participó en el 4 x 100 metros libre y 4 x 200 metros libre.
Djan Madruga compitió en el Campeonato Mundial de Natación de 1982 de Guayaquil, donde terminó séptimo en el 4 × 200 m libre, décimo en 200 m espalda, y 12 en el 400 m libre. Desafortunadamente él había competido mientras que sufre de un problema de salud grave. Djan había contraído la fiebre tifoidea. Ricardo Prado fue crítico de su alojamiento y la comida: "El hotel donde nos hospedamos era frecuentado por la gente más pobre. Estaba enfrente de la estación de autobuses de Guayaquil. Me las arreglé para llegar a la final de los 200m comibnados, pero yo era débil porque la comida era terrible, y terminé la carrera en el octavo lugar". Prado aterrizó en casa con el oro en su cuello, pero de una gran micosis en su vientre.
Djan era lo suficientemente bien como para competir en el Juegos Panamericanos de 1983, en Caracas, donde ganó plata en el 4 × 100 metros libres y en el 4 × 200 metros libres.

### Juegos Olímpicos de 1984
Djan Madruga asistió a sus terceros Juegos Olímpicos en Los Ángeles 1984, donde terminó noveno en el 4 × 200 metros estilo libre, 10 en el 4 × 100 metros estilo libre y 12 en los 200 metros espalda.